# 去甲左啡诺
去甲左啡诺是一种含氮有机化合物，化学式C16H21NO，属于吗啡喃類阿片镇痛药，从未上市销售。